# Seebronn (Herrieden)
Seebronn ist ein Gemeindeteil der Stadt Herrieden im Landkreis Ansbach (Mittelfranken, Bayern). Seebronn liegt in der Gemarkung Hohenberg.

## Geografie
Nordwestlich des Weilers liegt der Rote Berg, im Süden der Schloßberg, südöstlich liegt die Flur Geräusch, 0,5 km östlich das Taubenloch. Gemeindeverbindungsstraßen führen nach Kurzendorf (1,3 km nördlich), nach Höfstetten (1 km westlich) und nach Rös zur Kreisstraße AN 55 (1,3 km östlich).

## Geschichte
Der Ort wurde vermutlich im 12. Jahrhundert gegründet. Im Jahre 1802 gab es in Seebronn fünf Haushalte, die alle Ansbach untertan waren.
Im Rahmen des Gemeindeedikts wurde Seebronn dem 1808 gebildeten Steuerdistrikt Rauenzell zugeordnet. Es gehörte auch der wenig später gegründeten Ruralgemeinde Rauenzell an. Mit dem Zweiten Gemeindeedikt (1818) wurde Seebronn nach Hohenberg umgemeindet. 1821/22 unternahm das Landgericht Ansbach Anstrengungen, die dem Herriedener Landgericht unterstehenden Orte Claffheim, Hohe Fichte, Seebronn und Winterschneidbach sich einzuverleiben, was jedoch am fehlenden Interesse der betroffenen Orte scheiterte.
Am 1. Juli 1971 wurde Seebronn im Zuge der Gebietsreform in Bayern nach Herrieden eingemeindet.

### Bodendenkmal
- Burgstall Dicklburg[10][11]

### Einwohnerentwicklung
| Jahr      | 001818 | 001840 | 001861 | 001871 | 001885 | 001900 | 001925 | 001950 | 001961 | 001970 | 001987 |
| Einwohner | 27     | 22     | 31     | 23     | 31     | 26     | 23     | 40     | 20     | 19     | 16     |
| Häuser    | 5      | 5      |        |        | 5      | 4      | 3      | 4      | 4      |        | 4      |
| Quelle    | [ 13 ] | [ 14 ] | [ 15 ] | [ 16 ] | [ 17 ] | [ 18 ] | [ 19 ] | [ 20 ] | [ 21 ] | [ 22 ] | [ 1 ]  |

## Religion
Der Ort ist seit der Reformation evangelisch-lutherisch geprägt und bis heute nach St. Laurentius (Elpersdorf bei Ansbach) gepfarrt. Die Einwohner römisch-katholischer Konfession sind nach St. Vitus und Deocar (Herrieden) gepfarrt.